# تيري ويلسون (لاعب كرة قدم)
تيري ويلسون (بالإنجليزية: Terry Wilson)‏ (20 ديسمبر 1959 في المملكة المتحدة - ) هو لاعب كرة قدم بريطاني في مركز جناح. لعب مع أستون فيلا ودونفرملين أثلتيك ونادي هيبرنيان وهاميلتون أكاديميكال وبرومزغروف روفرز ‏ ونادي اربوراث ونادي كاودينبيث لكرة القدم.